# Wassilissa Alexejewna Bardina
Wassilissa Alexejewna Bardina (russisch Василиса Алексеевна Бардина; wiss. Transliteration Vasilisa Alekseevna Bardina; * 30. November 1987 in Moskau, Sowjetunion) ist eine ehemalige russische Tennisspielerin.

## Karriere
Bardina gewann bislang im Einzel und im Doppel je drei ITF-Titel.
Während sie im Einzel bei Grand-Slam-Turnieren nie über die erste Runde hinauskam, erreichte sie 2007 im Doppel bei den Australian Open und den French Open die zweite Runde. Zwischen Juli 2012 und November 2015 hat sie an keinem Turnier der Damentour teilgenommen. Seitdem ist Bardina nur noch im Doppel angetreten, in der Einzelweltrangliste wird sie nicht mehr geführt.
Ihr letztes Profi-Turnier spielte sie im August 2016 in Scharm asch-Schaich.

## Turniersiege

### Einzel
| Nr. | Datum            | Turnier | Kategorie   | Belag     | Finalgegnerin    | Ergebnis      |
| --- | ---------------- | ------- | ----------- | --------- | ---------------- | ------------- |
| 1.  | 30. Oktober 2004 | Lagos   | ITF $10.000 | Hartplatz | Jennifer Schmidt | 6:1, 6:3      |
| 2.  | 9. April 2006    | Pelham  | ITF $25.000 | Sand      | Anda Perianu     | 6:1, 6:4      |
| 3.  | 16. April 2006   | Jackson | ITF $25.000 | Sand      | Stéphanie Dubois | 4:6, 6:2, 6:0 |

### Doppel
| Nr. | Datum              | Turnier    | Kategorie   | Belag     | Partnerin       | Finalgegnerinnen                  | Ergebnis      |
| --- | ------------------ | ---------- | ----------- | --------- | --------------- | --------------------------------- | ------------- |
| 1.  | 21. September 2003 | Sidi Fredj | ITF $10.000 | Sand      | Eva Válková     | Liza Viplav Jennifer Schmidt      | 7:5, 6:2      |
| 2.  | 27. Juni 2004      | Protwino   | ITF $10.000 | Hartplatz | Julia Worobjewa | Maria Gugel Jelena Tschalowa      | 6:3, 6:2      |
| 3.  | 25. März 2006      | Redding    | ITF $25.000 | Hartplatz | Ahsha Rolle     | Elena Baltacha Yevgenia Sawransky | 5:7, 7:5, 6:4 |